# Wjatscheslaw Wladimirowitsch Jekimow

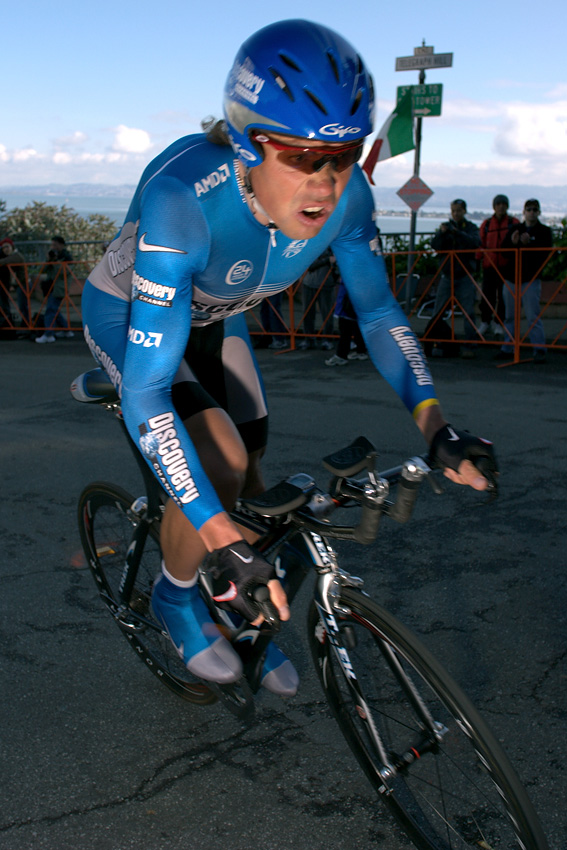
Wjatscheslaw Wladimirowitsch Jekimow (2006)

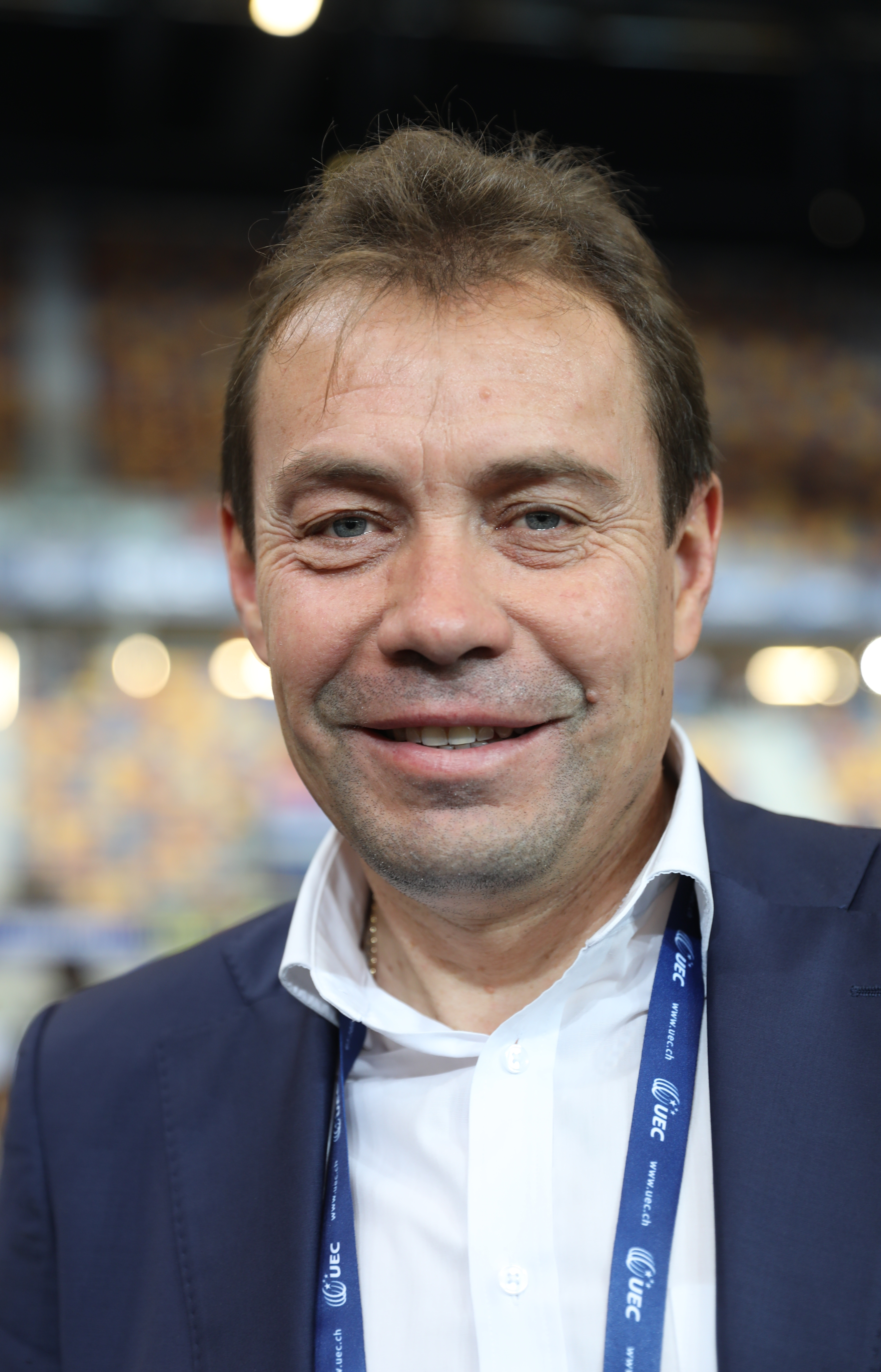
Jekimov im Jahre 2019

Wjatscheslaw Wladimirowitsch Jekimow (russisch Вячеслав Владимирович Екимов bekannt als Viatcheslav Ekimov; * 4. Februar 1966 in Wyborg) ist ein ehemaliger russischer Radrennfahrer und zweifacher Olympiasieger im Zeitfahren. Seit 2016 ist er Präsident des russischen Radsportverbandes.

## Sportliche Laufbahn
Zu Beginn seiner Karriere als Radrennfahrer war Jekimow vor allem im Bahnradsport erfolgreich. Bei den Olympischen Sommerspielen 1988 gewann er mit dem sowjetischen Bahnvierer Goldmedaille in der Mannschaftsverfolgung. Sechsmal wurde er Bahnweltmeister: 1985, 1986, 1989 in der Einerverfolgung, 1987 in der Mannschaftsverfolgung sowie 1991 im Punktefahren. Einen ersten Einsatz in der Nationalmannschaft auf der Straße hatte er 1984 bei Vuelta al Táchira, wobei er zwei Etappen gewann.
Im Straßenradsport schloss sich Jekimow 1990 erstmals einem internationalen Radsportteam, Panasonic, an und erzielte für diese Mannschaft mit dem Sieg beim Weltcuprennen Meisterschaft von Zürich 1992 seinen wichtigsten Sieg auf der Straße. Außerdem gewann er u. a. 1996 und 2000 die Classic Brugge-De Panne, 2003 die Niederlande-Rundfahrt, eine Etappe der Vuelta a España 1999 und 1994 die Volta a la Comunitat Valenciana.
Seine wichtigsten individuellen Erfolge gelangen ihm auch auf der Straße bei den Olympischen Spielen: 2000 gewann er das Einzelzeitfahren vor Jan Ullrich. 2004 wurde er zunächst als Zweiter hinter Tyler Hamilton klassiert. Im August 2012 wurde Hamilton der Olympiasieg aberkannt und Jekimow rückte somit auf Platz eins nach.
Jekimow nahm 15-mal an der Tour de France teil und beendete jedes Mal das Rennen. 1991 gewann er eine Etappe. In den Jahren 2000, 2001, 2002, 2003 und 2004 startete er als Helfer des später wegen Doping disqualifizierten Siegers Lance Armstrong.

## Sportlicher Leiter und Teammanager
Nach der Saison 2006 beendete Jekimow seine Karriere als aktiver Sportler und wurde Sportlicher Leiter des Discovery Channel Pro Cycling Teams, das am Ende des Jahres 2007 aufgelöst wurde.
Jekimow ersetzte am 8. September 2012 Hans-Michael Holczer als General Manager der Katusha Management SA, die u. a. das Katusha Team betrieb.
2016 wurde Wjatscheslaw Jekimow zum Präsidenten des russischen Radsportverbandes gewählt.

## Auszeichnungen
2001 erhielt Jekimow eine Auszeichnung als „Russischer Radsportler des Jahrhunderts“.